# Обшук

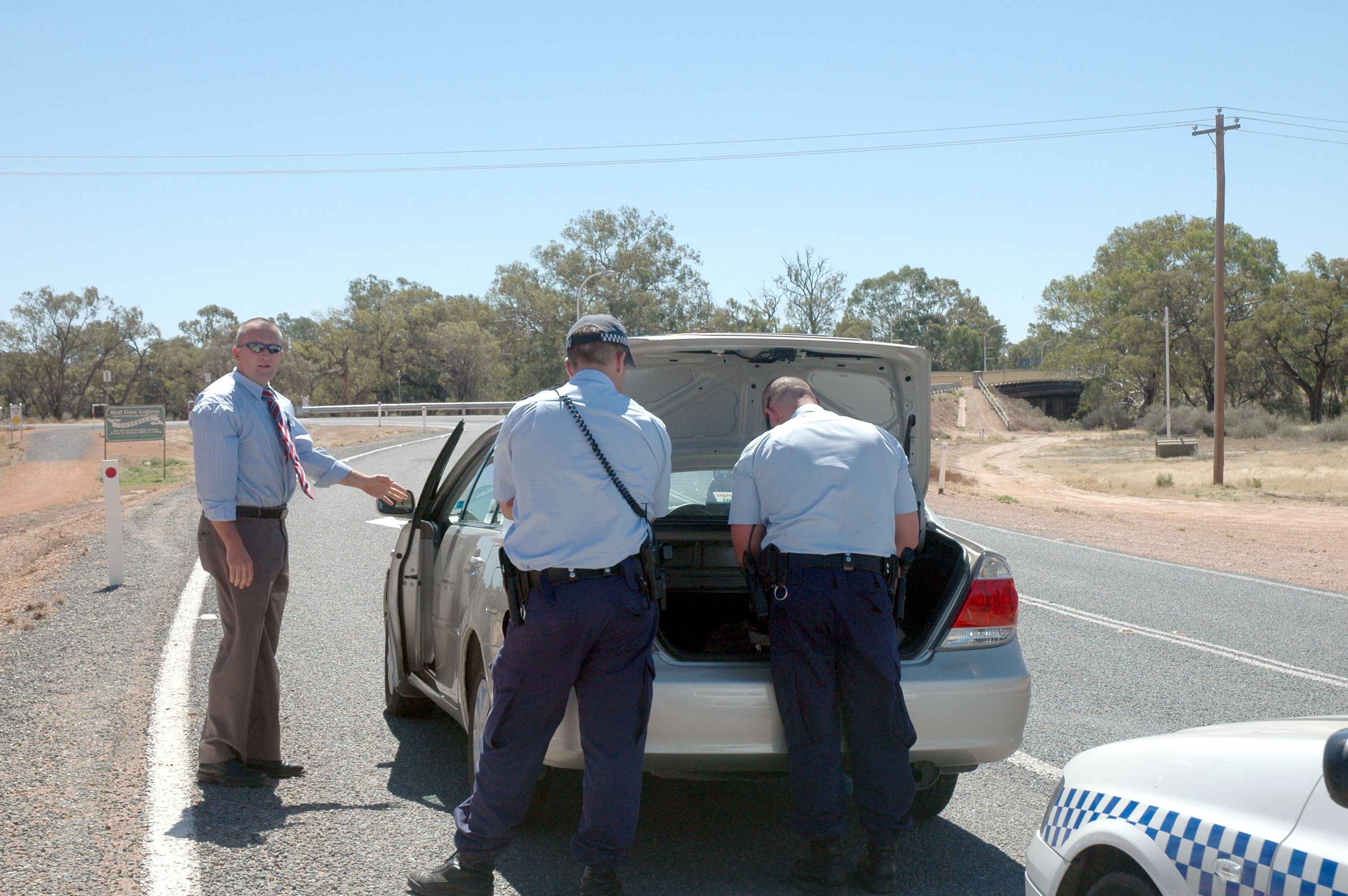
Обшук авто австралійськими поліціянтами

О́бшук  — це слідча дія, що полягає в примусовому обстеженні приміщень, споруд, ділянок місцевості та інших об’єктів, які перебувають у віданні певних осіб, з метою знайдення та вилучення предметів і документів, що можуть мати значення у справі, або знайдення осіб, що розшукуються, проваджуваному за наявності ймовірних даних про те, що вони приховані в певному місці чи в певної особи.
За своїм об’єктом обшук поділяється на п'ять видів:
– обшук житла;
– обшук іншого володіння особи (дачної будівлі, гаража, яхти, літака, автомобіля, магазину, кав’ярні, кіоску, саду, городу, подвір’я, ферми, земельної ділянки чи угіддя тощо);
– обшук службових та інших приміщень (складських, службових і виробничих приміщень, підприємств, установ, організацій та інших сховищ);
– обшук території (земельної ділянки, саду, городу тощо);
– обшук особи (особистий обшук).
Законодавче визначення поняття житла як  будь-якого приміщення, пристосованого для постійного або тимчасового проживання в ньому фізичних осіб, слід застосовувати в широкому розумінні, беручи до уваги позицію Європейського суду з прав людини, який у  справі «Баклі проти Сполученого Королівства»  (1996 р.) ухвалив, що житлом відповідно до ст. 8 Конвенції можна вважати облаштоване особою помешкання, навіть якщо таке облаштування  було здійснене з порушенням національного законодавства.
Фактично житлом особи має вважатись як належним чином облаштоване для проживання приміщення (від маєтку до хатинки), так і тимчасові помешкання людини (від кімнати в гуртожитку чи готелі – до куреня на березі річки чи намету на майдані), а місцем обшуку – будь-яке місце, в якому людина виправдано очікує на певний захист приватності свого життя.
Обшук житла чи іншого володіння особи на підставі ухвали слідчого судді повинен відбуватися в час, коли завдається найменша шкода звичайним заняттям особи, яка ними володіє, якщо тільки слідчий, прокурор не вважатиме, що виконання такої умови може суттєво зашкодити меті обшуку.
Змістом обшуку є примусове обстеження приміщень і споруд, ділянок місцевості, окремих громадян з метою відшукання і вилучення предметів, що мають значення по справі, а також виявлення розшукуваних осіб.
Юридичною підставою обшуку є ухвала слідчого судді, а у невідкладних випадках, названих у ч. 3 ст. 233 КПК України, постанова слідчого чи прокурора.
Основні правила обшуку викладені в ст. 233-236 КПК України.  
Час проведення обшуку – денний (з 6.00 до 22.00), крім випадків, що не терплять зволікання.
Обшук провадиться у присутності понятих (не менше двох).
Проведення обшуку без понятих допускається при здійсненні провадження в умовах воєнного стану. В даних умовах при проведенні обшуку або огляду житла чи іншого володіння особи, обшуку особи, якщо залучення понятих є об’єктивно неможливим або пов’язано з потенційною небезпекою для їхнього життя чи здоров’я, відповідні слідчі (розшукові) дії проводяться без залучення понятих. У такому разі хід і результати проведення обшуку або огляду житла чи іншого володіння особи, обшуку особи в обов’язковому порядку фіксуються доступними технічними засобами шляхом здійснення безперервного відеозапису.
Обшук починається з оголошення особі, яку обшукують, ухвали чи постанови про провадження обшуку. 
Особам, які беруть участь в обшуку, пояснюється їх право бути присутніми під час усіх діях слідчого та робити з приводу них заяви, які підлягають занесенню до протоколу. Особи, які беруть участь в обшуку, зобов’язані засвідчити своїм підписом у протоколі факт, зміст та результати обшуку. Проваджуючи обшук, слідчий має право відкривати сховища, якщо власник відмовляється їх відкрити. Крім того, слід уникати не викликаних необхідністю пошкоджень дверей, замків та інших предметів. За результатами проведення обшуку слідчий складає протокол не менше ніж у двох примірниках, в яких зазначаються: підстави для обшуку; приміщення чи інше місце, в якому було проведено обшук; особа, в якої проведено обшук; дії слідчого і результати обшуку та вся інша інформація про хід і результати проведення слідчої дії, яка має значення для справи. Другий примірник протоколу обшуку разом із доданим до нього описом вилученого майна (за наявності) вручається особі, у якої проведено обшук, а в разі її відсутності - повнолітньому членові її сім’ї або його представникові. При проведенні обшуку на підприємстві, в установі або організації другий примірник протоколу вручається керівнику або представникові підприємства, установи або організації .
Якщо під час обшуку слідчий, прокурор виявив доступ чи можливість доступу до комп’ютерних систем або їх частин, мобільних терміналів систем зв’язку, для виявлення яких не надано дозвіл на проведення обшуку, але щодо яких є достатні підстави вважати, що інформація, що на них міститься, має значення для встановлення обставин у кримінальному провадженні, прокурор, слідчий має право здійснити пошук, виявлення та фіксацію комп’ютерних даних, що на них міститься, на місці проведення обшуку. (ч. 6 ст. 236 КПК України). 
Обшук житла чи іншого володіння особи на підставі ухвали слідчого судді в обов’язковому порядку фіксується за допомогою аудіо- та відеозапису (ч. 10 ст. 236 КПК України). 

## Системи тактичних прийомів обшуку

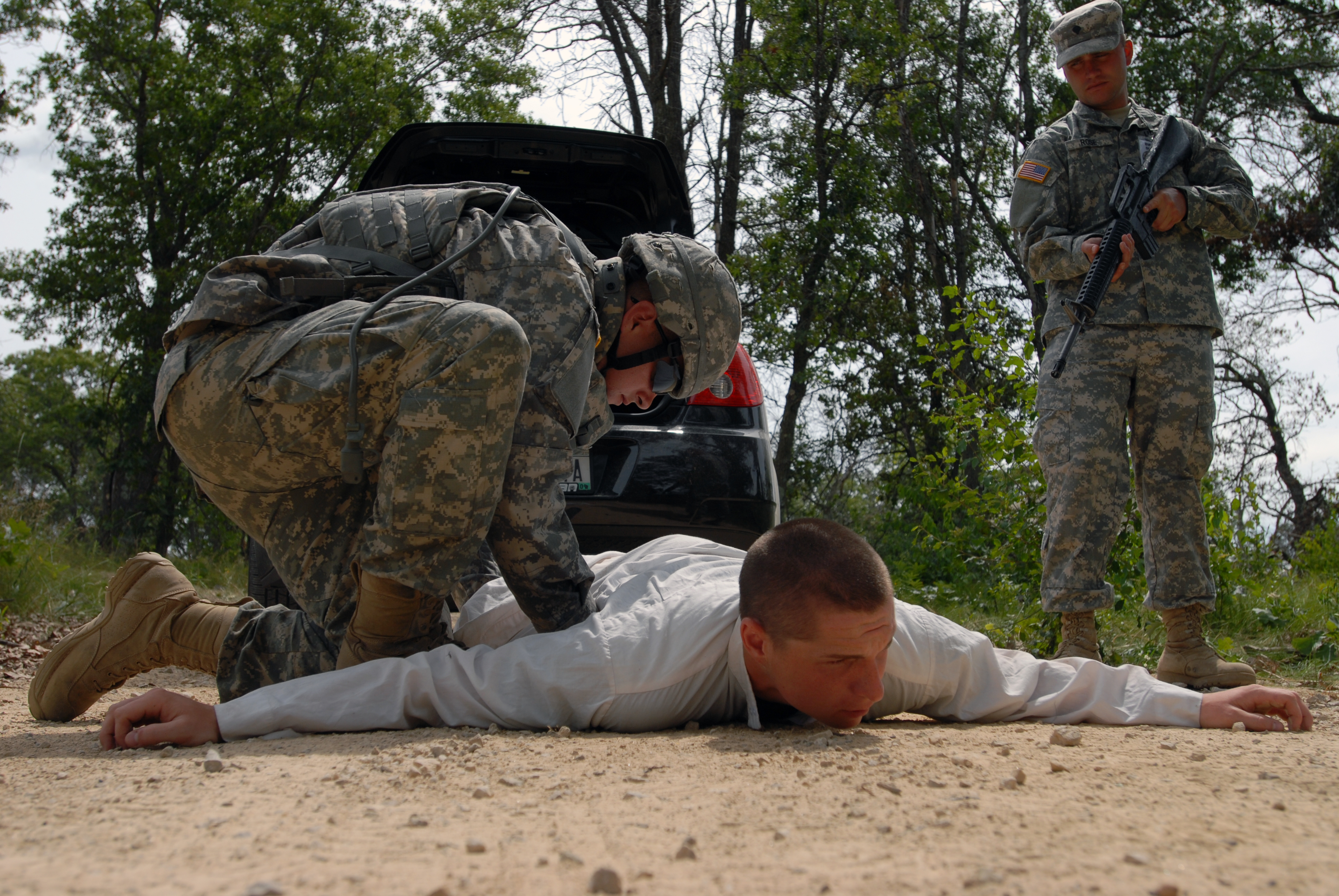
Обшук підозрюваного американською військовою поліцією. Ситуацію розіграно під час змагань військового резерву

Системи тактичних прийомів обшуку (тактичні комбінації) — це своєрідні алгоритми (типові програми) для слідчого в процесі їх використання. Застосування таких систем полегшує прийняття правильних рішень у різних ситуаціях. Між системами тактичних прийомів і ситуаціями їх реалізації існують нерозривні зв'язки, які мають науково обґрунтований характер.
Методика обшуку – система основаних на кримінально-процесуальному законі принципів, методів, прийомів та правил, що забезпечують досягнення мети його проведення.
Методи або прийоми не є алгоритмами поведінки, додержання яких забезпечує розв’язання завдань. Вони містять у собі спосіб доцільної, можливої, а не належної поведінки слідчого. Вибір лінії поведінки, використання тих або інших прийомів залежить від багатьох конкретних факторів і має здійснюватися самим слідчим з їх урахуванням.
Метод послідовного суцільного ретельного обстеження застосовується у ситуації інформаційної невизначеності слідчого щодо імовірного місцезнаходження предметів, які розшукують, якщо під час цього сам обшук провадиться за відсутності власника приміщення, яке обшукують, або якщо особливості психології такого не дозволяють правильно визначити напрям пошуків за емоційними реакціями останнього.
Евристичний метод обшуку полягає в першочерговому обстеженні об’єктів – найбільш правдоподібних місць приховування предметів, які розшукуються, – що визначаються слідчим, виходячи з усієї отриманої інформації (оперативних даних, доказів, відомостей про особистість обшукуваного, результатів спостереження за його реакціями під час обшуку тощо). Якщо слідчий під час визначення місця приховування предметів, які розшукують, керується оперативними даними, то він повинен здійснювати обстеження таким чином, щоб не розголосити сам факт та джерело своєї поінформованості («зашифрувати свою поінформованість»).
Системи тактичних прийомів обшуку виконують різноманітні функції (діагностичні, пізнавальні, психологічного впливу), дозволяють визначити необхідність пошуків, вплинути на обшукувану особу, одержати від неї певну інформацію, обрати напрямок пошуків та виявити об'єкти пошуку. Системи прийомів передбачають їх певний зміст і структуру, доцільність елементів, логічну послідовність способів дії.